# Nicole Herschmann
Nicole Herschmann (n. 27 octombrie 1975, Rudolstadt, Republica Democrată Germană, Germania) este o boberă și atletă ce a reprezentat Germania, medaliată olimpică. A participat la 2 ediții ale Jocurilor Olimpice (2002, 2006) în care a câștigat o medalie de bronz în proba de bob.